# Karsthans-Kirche

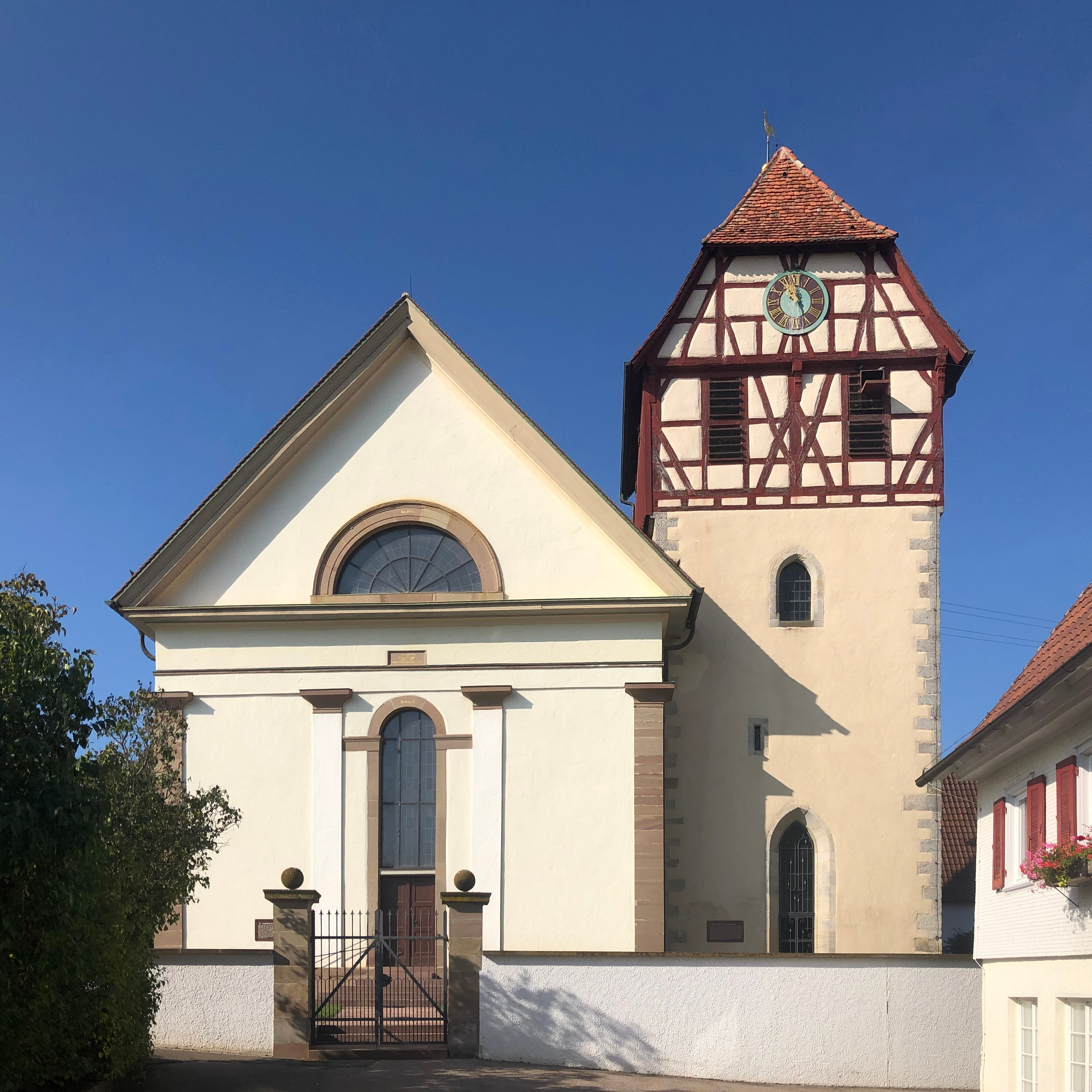
Karsthans-Kirche

Die Karsthans-Kirche in  Täbingen ist die Kirche der Evangelischen Kirchengemeinde Täbingen, Dautmergen und Zimmern unter der Burg im Kirchenbezirk Balingen der Evangelischen Landeskirche in Württemberg. Ihren Namen erhielt sie nach dem reformatorischen Wanderprediger und Freiburger Arzt Hans Maurer, genannt Karsthans.
Das in spätklassizistischen Formen errichtete Gebäude wurde 1834/1835 neben dem romanischen Turm einer Vorgängerkirche errichtet. Der protestantische Predigtsaal wird als der bedeutendste ländliche Sakralbau des Klassizismus im Zollernalbkreis bezeichnet.

## Lage
Der Eingang zur Kirche liegt im Osten, der Altar und der Sakristeianbau im Westen. Das Gebäude ist südlich von einem Begräbnisplatz umgeben, der mit einer Mauer befestigt ist. Östlich führt das Kirchengässle, ein Fußweg zu Kirche und Pfarrhaus, an der Mauer entlang. Vor der Kirche liegt das Pfarrhaus, ein Fachwerkbau aus dem Jahr 1712 (Oberland 9).

## Geschichte
Wohl bereits seit dem 8./9. Jahrhundert stand direkt neben dem Platz der heutigen Kirche eine Holzkapelle auf dem Gelände des Freihofs des Klosters St. Georgen. Sie wurde im 11. Jahrhundert durch eine romanische Chorturmkirche mit dem Patrozinium des heiligen Blasius ersetzt und im 15. Jahrhundert erneuert.
Bis zur Reformation gehörte Täbingen zur Pfarrei Gößlingen, dann zur Kirchengemeinde Leidringen. 1739 wurde es eigene Gemeinde. Die als Gemeindekirche genutzte baufällige Blasiuskapelle wurde damit zu klein. 1834/1835 wurde die Kirche nach  Entwürfen von Bauinspektor Carl Christian Nieffer unter Beibehaltung des alten Turms neu gebaut. Nieffer galt als Vertreter des als Kameralamtsstil bezeichneten Zweckbaus. Renovierungen erfolgten 1904 und 1967. 1984 erhielt sie zum 150-jährigen Bestehen den Namen Karsthans-Kirche. Damit wird Bezug genommen auf das Wirken des Hans Maurer, genannt Karsthans, eines Arztes und Wanderpredigers, durch den Täbingen sich der Reformation anschloss.

## Architektur

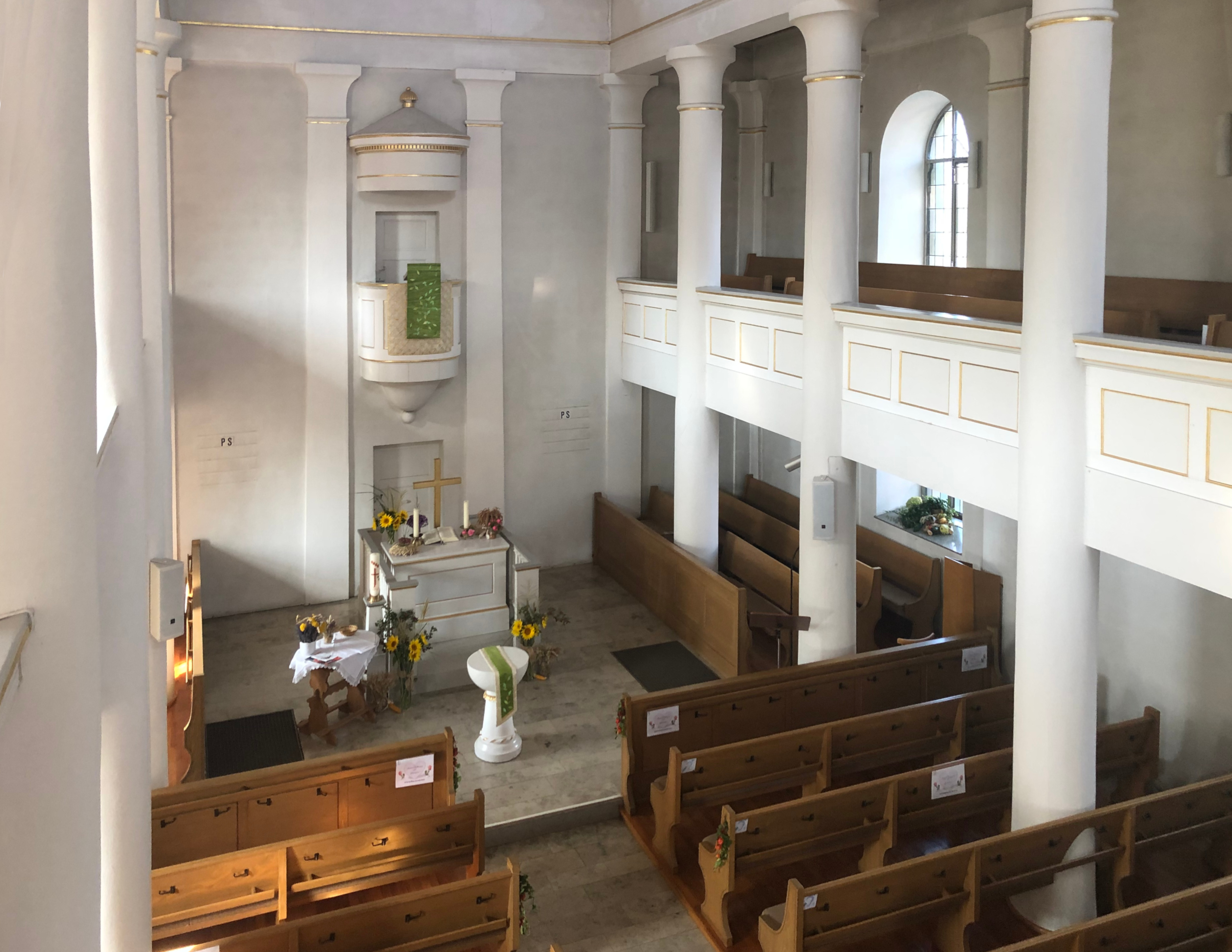

Die Kirche ist eine rechteckige Emporenkirche, wie sie damals in Württemberg im so genannten  „Kameralamtsstil“ mehrfach gebaut wurden, mit westlich angefügter Sakristei und tonnengewölbtem Mittelschiff; das Gewölbe liegt auf hohen hölzernen Säulen mit ägyptisierenden Kapitellen. Durch drei Seiten umlaufende, U-förmige Emporeneinbauten („Hufeisenempore“) wird die Zahl der Plätze erweitert, auf der Empore an der östlichen Giebelseite steht die Orgel. Die Emporen sind über einen Vorraum beim Eingang zugänglich.
Die Außenwände sind durch angedeutete Wandpfeiler (Pilaster) mit einfachen Kapitellen gegliedert. Die Kirche hat hohe Fenster im Rundbogenstil, wie es in Kirchbauten des Kamaralamtsstils häufiger anzutreffen ist. Es sind an der Südseite drei, an der Nordseite wegen des dort angebauten Turms zwei und an der östlichen Giebelseite ein Fenster. Der Haupteingang im Osten und ein Nebeneingang zum Friedhof an der Südseite sind jeweils unter Fenstern angeordnet. Das von einem Gesims eingerahmte Giebeldreieck der Ostseite hat ein Halbrundfenster.

## Innenausstattung

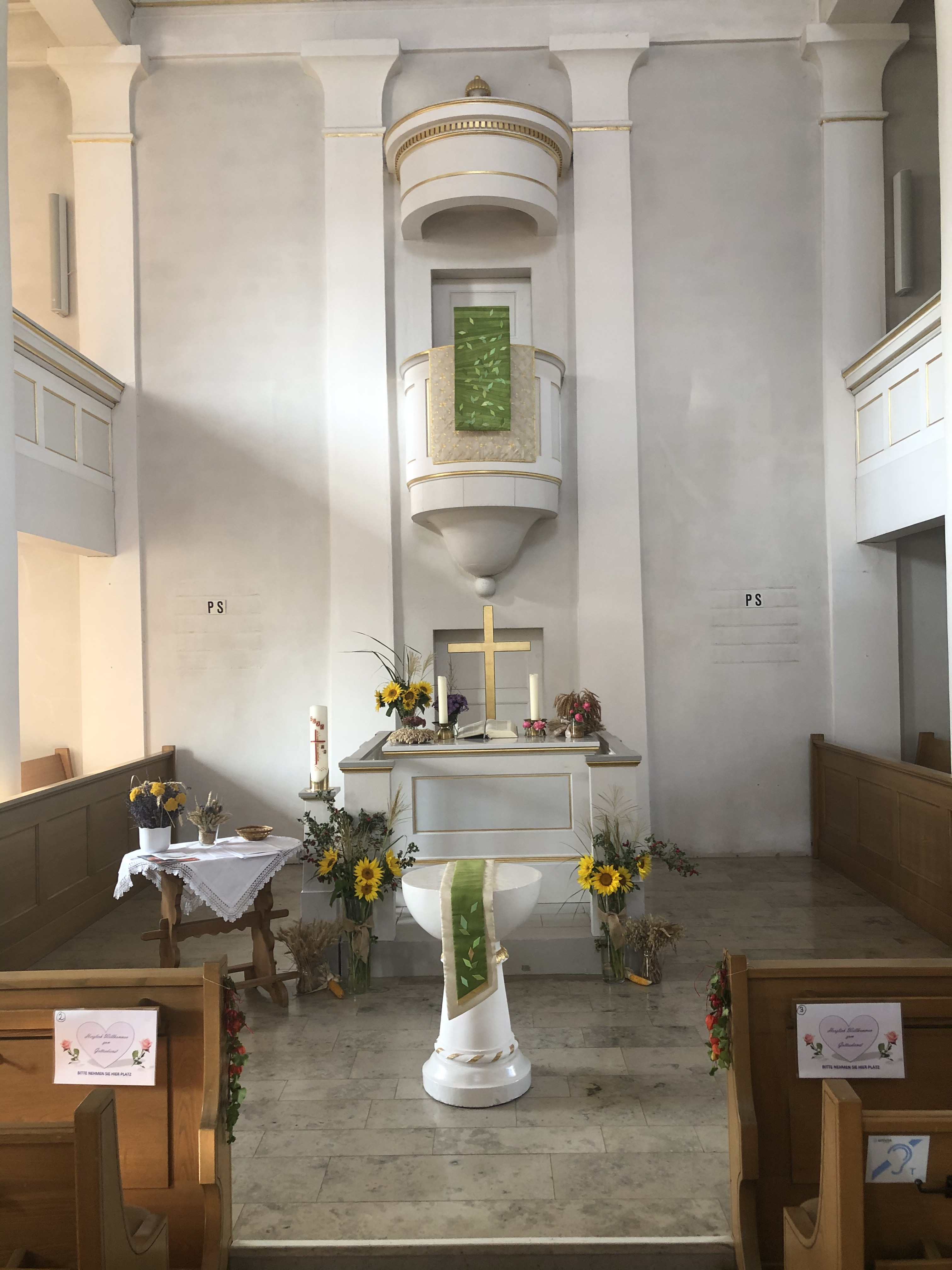
Taufstein, Altar und Kanzel

Die klassizistische Dorfkirche ist ganz in Weiß mit sparsamen vergoldeten Akzenten gehalten. An der westlichen Stirnseite des Kirchenraums befinden sich Altar und Kanzel in der Anordnung als Kanzelaltar, die Kanzel über dem Altar hat einen runden Schalldeckel, gekrönt von einem vergoldeten Pinienzapfen, und ist von der Sakristei aus begehbar. Das Altarensemble wird von zwei raumhohen Pilastern eingerahmt, ebenfalls mit ägyptisierenden Kapitellen. Im Altarraum steht erhöht mittig vor dem Altar der runde Taufstein.

## Turm, Glocken und Außengelände
Der leicht quer-rechteckige Kirchturm der einstigen mittelalterlichen Blasiuskapelle steht an der Nordseite des Kirchengebäudes nahe der Nordostecke. Er hat einen Turmaufsatz in alemannischem Fachwerk aus dem 15. Jahrhundert, darüber ein Satteldach, das an den Giebelseiten leicht abgewalmt ist. In beiden Giebelfeldern sieht man jeweils eine große Turmuhr mit römischen Zahlen.
Im Turm ist in einem stählernen Glockenstuhl ein vierstimmigen Glockengeläut untergebracht:
| Glocke | Name         | Durchmesser | Gewicht | Schlagton |
| ------ | ------------ | ----------- | ------- | --------- |
| 1      | Betglocke    | 1085 mm0    | 775 kg  | fis′      |
| 2      | Kreuzglocke  | 962 mm      | 542 kg  | gis′      |
| 3      | Schiedglocke | 847 mm      | 350 kg  | h′        |
| 4      | Taufglocke   | 753 mm      | 233 kg  | cis″      |

Das Erdgeschoss des Turms war der Chor der geosteten Kapelle, der Kirchenraum schloss sich westlich an. Der Chorbogen der Kapelle ist heute an der Westseite des Turms angedeutet. Der Turm hatte außerdem die Funktion eines Wehr- und Wachtturms für die Dorfbevölkerung und einer Asylstätte für Verfolgte.
Im Inneren des renovierten Turms befindet sich seit 1963 eine Gedenkstätte für Gefallene, gestaltet von Wilhelm Pfeifer (Tübingen) und ausgeführt von dem Täbinger Fliesenlegermeister Hermann Huonker. Sie stellt als Mosaik die Frauen am leeren Grab nach der Auferstehung Jesu Christi dar.
Wie der umliegende, mit einer Mauer befestigte Friedhof ist das Turmfeld uralter Begräbnisplatz.

## Orgel

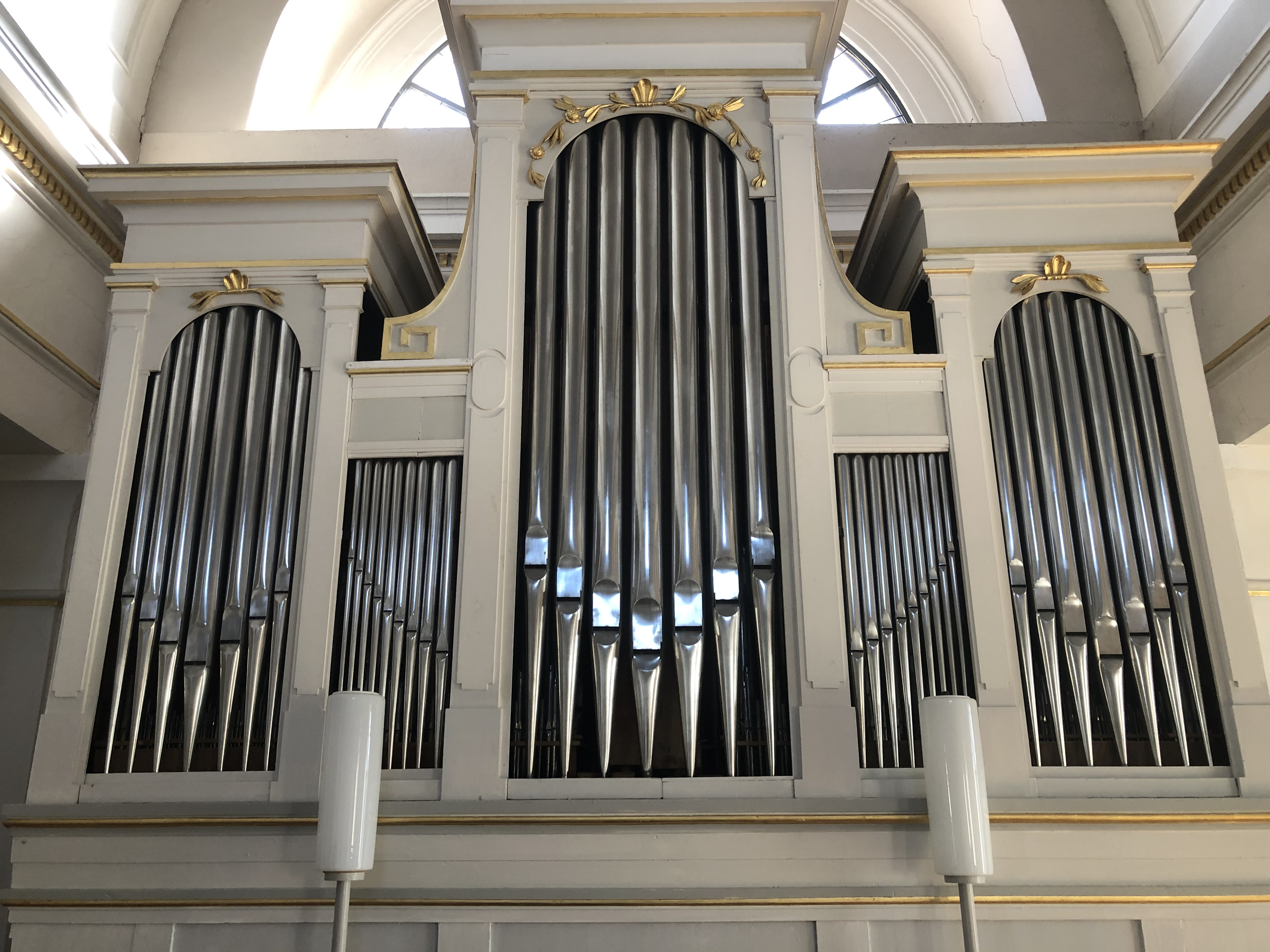
Orgelprospekt

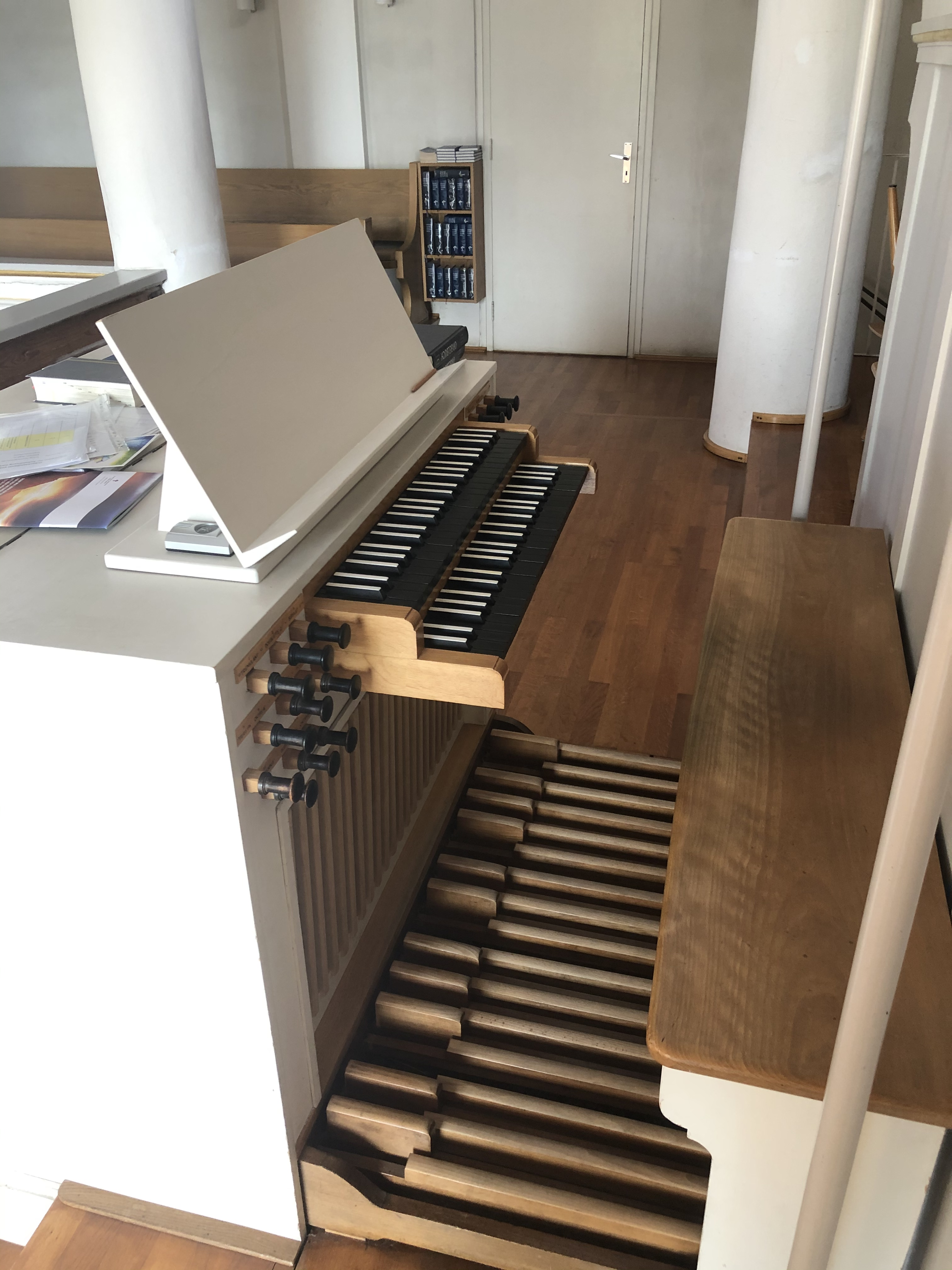
Spieltisch

Die Täbinger Orgel, die – möglicherweise unter Bezug auf ihren Preis – sogenannte „Tausendgüldenorgel“, ist eine der wenigen noch erhaltenen frühromantischen Orgeln altwürttembergischer Prägung. Sie wurde 1835 von Anton Braun aus Spaichingen in einem klassizistischen Gehäuse gebaut, das sich der Gestaltung des Kirchenraums anpasst. Ursprünglich verfügte das Instrument über elf Register auf einem Manual und drei Register im Pedal. 1952 erfolgte ein klanglicher Umbau durch die Giengener Orgelmanufaktur Gebr. Link und 1974 eine Rekonstruktion des Hauptwerks durch Peter Vier und eine Erweiterung um ein zweites Manualwerk. Insgesamt hat die Orgel heute 19 Register. Die Disposition lautet wie folgt:
| I Hauptwerk C–c3 |        |
| Prinzipal        | 8′     |
| Gedackt          | 8′     |
| Holzflöte        | 8′     |
| Gemshorn         | 8′     |
| Salizional       | 8′     |
| Oktave           | 4′     |
| Flöte            | 4′     |
| Oktave           | 2′     |
| Quinte           | 2 ⁄3′  |
| Terz             | 1 3⁄5′ |
| Mixtur IV        | 2′     |

| II Positiv C–c3 |       |
| Rohrflöte       | 4′    |
| Doublette       | 2′    |
| Quinte          | 1 ⁄3′ |
| Sifflet         | 1′    |
| Regal           | 8′    |
| Tremulant       |       |

| Pedal C–d1 |         |
| Subbass    | 16′     |
| Oktavbass  | 8′      |
| Piffaro    | 4′ + 2′ |

- Koppeln: I/P

## Glocken
Im Turm hängen vier Glocken:
| Nr. | Name         | Stimmung | Gewicht | Durchmesser |
| 1   | Betglocke    | fis′     | 775 kg  | 1.085 mm    |
| 2   | Kreuzglocke  | gis′     | 542 kg  | 962 mm      |
| 3   | Schiedglocke | h′       | 350 kg  | 847 mm      |
| 4   | Taufglocke   | cis″     | 233 kg  | 753 mm      |